# Le Bémont
Le Bémont är en ort och kommun i distriktet Franches-Montagnes i kantonen Jura, Schweiz. Kommunen har 305 invånare (2023).